# کنان پارس
کریکور چزویچیان انگلیسی: Kirkor Cezveciyan با نام هنری کنان پارس (انگلیسی: Kenan Pars؛ ۱۰ مارس ۱۹۲۰ در استانبول – ۱۰ مارس ۲۰۰۸) بازیگر ارمنی‌تبار اهل ترکیه بود که در بین سال‌های ۱۹۵۳ تا ۲۰۰۰ در بیش از ۱۰۰ فیلم سینمایی نقش آفرینی نمود.